# Wiola opolska
Wiola (zm. 7 września 1251) – księżna opolsko-raciborska, żona Kazimierza I opolskiego, babka Władysława I Łokietka.

## Pochodzenie
Pochodzenie Wioli pozostaje dyskusyjne. Kronikarz Jan Długosz przekazał informację, że pochodziła z Bułgarii. Sporą popularnością cieszyła się hipoteza 
Władysława Dziewulskiego, że Wiola była Bułgarką i córką cara Kałojana albo jego następcy Boriła. Pogląd ten został zakwestionowany przez Wincentego Swobodę. Jerzy Horwat wysunął domysł, że Wiola mogła być księżniczką węgierską, córką Beli III z drugiego małżeństwa albo jego syna i następcy Emeryka węgierskiego. Obecnie zdaje się przeważać pogląd, że pochodzenie Wioli należy uznać za nieznane.

## Data i okoliczności zawarcia małżeństwa
Wiola wyszła za mąż za Kazimierza I, księcia opolskiego między 1212 a 1220 r.
Zwolennicy teorii o bułgarskim pochodzeniu księżnej opolskiej wiążą zawarcie małżeństwa Wioli i Kazimierza z udziałem niewymienionego z imienia polskiego księcia w V wyprawie krzyżowej. Badacze w większości identyfikują tego księcia z Kazimierzem I opolskim. Zwolennicy hipotezy o bułgarskim pochodzeniu Wioli przypuszczają, że małżeństwo zostało zapośredniczone przez węgierskiego króla Andrzeja II węgierskiego. Ten ostatni w drodze powrotnej z wyprawy krzyżowej zaręczył swoją córkę Annę Marię z bułgarskim carem Iwanem Asenem II. Przy okazji krewną cara, Wiolę, wydano za mąż za Kazimierza I, wracającego wraz z Andrzejem.
Według innej hipotezy Kazimierz I opolski był identyczny z bliżej nieznanym rycerzem węgierskim, krewnym króla i dowódcą oddziału, który w styczniu 1218 r. został zdziesiątkowany w górach Libanu. Sugerowałoby to, że Kazimierz poślubił królewską krewną, Wiolę, jeszcze przed wyruszeniem na krucjatę, czyli najpóźniej w 1217 r.

## Dalsze losy
Wiola owdowiała 13 maja 1229 albo 1230 r. Próbowała rządzić w imieniu małoletnich synów; ostatecznie jednak musiała zgodzić się na regencję kuzyna zmarłego męża – Henryka I Brodatego.
Na mocy testamentu swojego syna, Mieszka II Otyłego, otrzymała w 1246 r. kasztelanię cieszyńską, jako oprawę wdowią.
Wiola miała z Kazimierzem dwóch synów: Mieszka Otyłego i Władysława opolskiego oraz dwie córki: Więcesławę i Eufrozynę. Przez tę ostatnią była babką po kądzieli króla Władysława I Łokietka.
Być może po śmierci została pochowana, tak jak jej małżonek, w klasztorze w Czarnowąsach.